# Volzhskiye buntari
Volzhskiye buntari  (Атăл пăлхавçисем em chuvache, Волжские бунтари em russo) é um filme soviético de drama, de 1926 pela direção de Paul Petrov-Bytov. O filme foi destruído pelo Escritório Regional da República Socialista Soviética Chuváchia.
O filme "Os rebeldes do Volga" fala da História chuváchia e dos seus costumes numa narração memorável, num prólogo e epílogo dividido em 8 partes. Tem também o conto de eventos tradicionais entre 1905 e 1907, como a festa Akatuj ou o Čük.Original {{{{{língua}}}}}: 
Фильм «Волжские бунтари» рассказывает о жизни чуваш, об их делах и обычаях в незабываемых художественных картинах. Он состоит из пролога, эпилога и 8 частей. Кроме показа событий 1905—1907 гг. здесь с большой достоверностью изображены некоторые бытовые подробности и обряды, например, «Чÿк», «Акатуй» и т. д. Картина имеет большое значение в деле поднятия культурного и политического уровня чувашского крестьянства.— Jornal Канаш (Kanaš)

## Sinopse
O filme foi feito para as celebrações da primeira Revolução Russa e fala de Khoury, um camponês revolucionário, que é preso. Os outros camponeses tentam libertá-lo, mas os militares, comandados por Kazan, param com o sangue a rebelião, comandada pelo Vice-Governador Kobeko.
Kouri pensa em fugir, e aconselhado por Kobeko joga uma bomba e foge para o exterior. Vai ser libertado pela Revolução de 1917, mas logo depois será novamente preso e morto pelas tropas de Kazan.

## Elenco
- S. Galič
- Pëtr Kirillov
- Marija Dobrova
- Iona Talanov
- Šura Zav'jalov